# تیت اسمیت
تیت اسمیت (انگلیسی: Tate Smith؛ زادهٔ ۱۸ نوامبر ۱۹۸۱) قایقران کانو اهل استرالیا است.
وی در مسابقات کشوری و بین‌المللی در مجموع برندهٔ ۱ مدال طلا، ۱ مدال نقره، ۱ مدال برنز شده‌است.